# Melaloncha immaculata
Melaloncha immaculata är en tvåvingeart som beskrevs av Brown 2006. Melaloncha immaculata ingår i släktet Melaloncha och familjen puckelflugor. Inga underarter finns listade i Catalogue of Life.